# 여름, 속삭임
"여름, 속삭임"은 2008년에 개봉한 대한민국의 영화이다.

## 캐스팅
- 이영은 : 영조 역
- 하석진 : 윤수 역
- 최종원 : 교수 역
- 우상민 : 교수부인 역
- 정훈 : 정식 역
- 최윤정 : 신희 역
- 신철진 : 슈퍼주인 역
- 엄춘배 : 만수 역
- 구본임 : 경숙 역
- 임치오 : 아들 역
- 장재혁 : 이 교수 역
- 김하람 : 아이 1 역
- 엄보용 : 아이 2 역
- 김민지 : 아이 3 역
- 박지훈 : 아이 4 역
- 김응남 : 청년 역
- 최유나 : 여주인공 역
- 김강우 : 촬영감독 역
- 윤종한 : 조명감독 역
- 이상욱 : 녹음기사 역
- 이덕형 : 수의사 역
- 안동철 : 버스 회사 직원 역
- 강석민 : 자전거 타는 학생 역
- 심애경 : 간호사 역
- 이영재 : 사진사 역
- 마미 : 덩치 역
- 김형범 : 영화PD 역 (특별출연)
- 나홍균 : 영화감독 역 (특별출연)